# فوق کامپیوتر
فوق کامپیوتر ( به انگلیسی : Ultracomputer) یک طراحی پردازنده قابل توجه در تاریخ رایانش موازی است. این سیستم به تعداد متغیر N پردازنده ، به تعداد متغیر N حافظه و یک کلید انتقال پیام به تعداد متغیر N log N دارد که آنها را به هم متصل می کند. این سیستم از یک دستورالعمل هماهنگی فرآیند دریافت و اضافه کردن نوآورانه پشتیبانی می کرد. و کلیدهای شبکه‌ی یکپارچه‌سازی کلان‌مقیاس ( به انگلیسی VLSI) شخصی‌سازی شده می‌توانستند ارجاعات ( شامل دریافت و اضافه‌کردن‌ها) از پردازنده‌های متعدد را به صورت یک ارجاع ترکیب کنند، به هدف کاهش درگیری و مغایرت حافظه.
این دستگاه در دهه 1980 میلادی در بخش علوم کامپیوتر موسسه علوم ریاضی کورانت توسعه داده شد، براساس مفهوم توسعه داده شده توسط جیکوب تئودور شوآرتز. اکثر کار انجام شده تئوری بود. اما دو نمونه اولیه ساخته شد.
- یک دستگاه 8 پردازنده‌ای بر‌اساس معماری باس.

- یک دستگاه 16 پردازنده‌ای ، دستگاه 16 ماژول-حافظه ای همراه کلید های یکپارچه سازی کلان مقیاس شخصی سازی شده که از دستور عمل دریافت و اضافه کردن پشتیبانی می کردند.تکنولوژی فوق کامپیوتر اساس نمونه تحقیقاتی پردازنده موازی شرکت IBM بود، یک رایانه موازی آزمایشی که از 512 گره پردازشگر پشتیبانی می کرد. یک سیستم 64 گره ای در مرکز تحقیقاتی توماس جان واتسون در اواخر دهه 1980 ساخته شد.[۴]